# 데이터 저널리즘
데이터 저널리즘(영어: Data Journalism)이란 저널리즘으로 만들어 낸 창조물을 뒷받침하기 위해 데이터를 수집, 갈무리, 조직, 분석, 시각화, 출간하는 행위다. 단순히 통계 수치를 활용하는 것을 넘어 데이터 분석을 통해 새로운 사실을 찾아내어 보도하는 것이다.거대 데이터를 수집하여 분석하고, 현상과 사건을 좀 더 심층적이고 과학적으로 분석한다.
온라인으로 기사를 읽는 시대에 신문기사들의 구독력을 올릴 수 있는 방안 중 하나로 데이터 저널리즘이 꼽힌다. 언론매체가 차별성을 확보할 수 있는 전략이다.
대한민국의 데이터 저널리즘은 권력과 정부에 대한 감시, 비판에 초점을 맞추고, 영국과 미국에선 의료 체계, 빈곤 문제 등 사회 기반 시스템에 주목한다.

## 역사
2000년대 들어서 빅데이터가 부각되며 데이터 저널리즘이 회자 되기 시작했는데, 이 용어는 소프트웨어 개발자인 에이드리언 홀로바티(Adrian Holovaty)가 "컴퓨터 프로그래밍을 통한 저널리즘(Journalism via computer programming)"을 명명한 것을 시초로 본다. 이후 2010년 www의 창시자 팀 버너스 리(Tim Berners Lee)가 데이터 분석이 저널리즘의 미래라고 언급하면서 전 세계적으로 확산됐다. 그는 정부 데이터를 인터넷에 올려 인반인들에게 공개해야 한다는 내용의 연설을 하는 도중 이를 언급했다.
데이터 저널리즘이 주류 담론으로 떠오른 것은 2014년으로, 이 해에 뉴욕타임스, 워싱턴 포스트, 네이트 실버의 파이브서티에이트닷컴, 복스 미디어의 복스닷컴이 데이터 저널리즘을 실현했다.
현재는 정부, 산업계, 연구, 소셜 미디어 등 사회 모든 부분에서 데이터가 대량 생산 돼 지고 있다. 이 덕분에 데이터 저널리스트들은 무료 온라인 툴, 오픈소스 소프트웨어를 이용해 데이터를 다룰 수 있으며, 인터랙티브 기능, 모바일 앱, 지도 등을 이용할 수 있다. 기본적인 통계 이용을 넘어 스프레드시트를 활용하고, 더 복잡한 데이터 분석과 시각화를 시도한다. 궁극적으로 컴퓨터화된 저널리즘과 명령어, 프로그래밍까지 도달하게 됐다.

## 한계
데이터 저널리즘에서의 보도는 데이터가 주체이기 때문에, 그 데이터 자체에 오류가 있다면 거기서 나온 정보들은 신뢰할 수 없는 것이 된다. 데이터 오류에는 표집의 한계가 있다. 데이터가 모집단일 경우에는 정확한 분석을 할 수 있지만, 그렇지 않은 불완전한 데이터일 경우에는 신뢰성이 떨어지게 된다.
데이터 저널리즘에서 사용하는 시각화가 모바일에서 잘 작동되지 않아 독자에게 기사의 의미를 온전히 전달하지 못하는 문제가 있다. 데이터 저널리즘은 방대한 데이터를 정리하고, 이를 독자에게 쉽게 전달하기 위해 주로 시각 효과를 이용한다. 이 시각 효과는 웹에선 잘 작동하지만, 모바일에서는 잘 구동하지 않는다. 기사를 쉽게 표현해줄 시각화가 모바일에서 호환하기 어렵기 때문에 개발자, 디자이너를 통해 별도의 페이지를 구성하게 된다. 이는 기존 뉴스 유통 플랫폼과의 접근성에는 좋지 않다.

## 대한민국 이외 사례
- 영국의 통신사 로이터(Reuters)는 2012년 '불평등한 미국(The Unequal State of America)'이라는 기사를 시리즈로 제작했다.[9] 부제는 '미국의 수입 불평등에 대한 정부의 역할'이다. 이 시리즈는 부유층과 빈곤층의 격차를 보여주기 위해 지니계수와 소득률 등의 통계기법을 활용했다. 그리고 수입과 가난을 보여줄 수 있는 경제 데이터 30년 치를 분석했다. 이를 통해 일자리를 구할 수 없고 빈곤선 아래에서 생활하는, 자녀가 없고 취업 연령대에 있는 성인의 절반 가량이 연방 정부의 5개 주요 빈곤퇴치 지원 프로그램 가운데 아무것도 도움을 받지 못하고 있다는 것을 밝혀냈다.[10]
- 미국의 비영리 탐사보도 매체 프로퍼블리카(ProPublica)는 '처방 확인(Prescription Checkup)'이라는 뉴스 어플을 만들었다.[11] 이 어플은 의사의 이름을 입력하면 해당 의사가 효과가 비슷한 약품과 비교해 유명 제약사의 약을 얼마나 처방했는가를 보여준다. 이는 정보공개와 폭로를 넘어 독자들의 삶에 직접 관련된 내용을 상세히 담은 데이터 뉴스의 예다.[12]

## 대한민국 사례
정보공개법의 확대, 공공 데이터 개방, 오픈소스 증가 등으로 기자가 현장에 나가지 않고도 활용할 수 있는 데이터가 많아졌다. 이때문에 국내에서도 데이터를 이용한 기사들이 많이 나오고 있다.
- KBS의 데이터룸[14]: KBS데이터 저널리즘팀은 2017년 살충제 계란 파동 이후 관련 데이터를 시각화 해 조회할 수 있는 프로그램을 만들었다.[15] 이를 이용해 살충제 달걀과 살충제 달걀 농장을 검색할 수 있다.[16][17]
- 뉴스타파의 데이터[18]: 뉴스타파 데이터팀은 대한민국 국회의원 정책자료집을 분석해 정부자료나 다른 연구기관의 자료를 베껴 정책자료집을 만든 전,현직 국회의원들을 공개했다.[19]
- YTN의 데이터저널리즘[20]:YTN 데이터 저널리즘팀은 지리산에 방사한 반달가슴곰들의 위치 데이터를 분석해 보도했다.[21]
- SBS의 마부작침[22]: SBS데이터저널리즘팀 '마부작침'은 최초로 한국외래생물정보시스템의 데이터를 전수 조사해 보도했다.[23]
- 서울대 한규섭 교수팀의 폴랩(pollab)[24]: 폴랩은 중앙일보와 함께 문재인 대통령의 공식발언 17만자를 분석해 보도했다.[24]

## 같이 보기
- 저널리즘
- 빅데이터
- 로봇 저널리즘
- 데이터 분석 분석가
- 공공 데이터